# Dictyostelium
Dictyostelium is een geslacht, dat behoort tot de cellulaire slijmzwammen.  Dictyostelium leeft in de grond en leeft voornamelijk van bacteriën. Wanneer er voldoende voedsel beschikbaar is, dan zijn ze gewone eencellige amoeben, die normaal delen. Wanneer echter de voedselvoorziening uitgeput raakt, dan kunnen ze zich omvormen tot meercellige 'organismen'.

## Levenscyclus
Bij voedseltekort scheiden de cellen van Dictyostelium cAMP uit. Het cAMP werkt als chemo-attractant voor andere cellen. De cellen van Dictyostelium zoeken elkaar dan op en vormen een meercellig 'organisme'. Dat 'organisme' wordt een pseudoplasmodium of ook wel slak genoemd (niet te verwarren met echte slakken, hoewel er voor het oog bepaalde overeenkomsten zijn). De slak kan onder invloed van concentratiegradiënten van voedingsstoffen bewegen, en op zoek gaan naar geschikte omstandigheden. Onder de juiste omstandigheden vormt de slak zich om naar een zogenaamd vruchtlichaam, een soort kleine paddenstoel. In het vruchtlichaam specialiseren sommige cellen zich tot sporen. Deze sporen kunnen zich verspreiden en zich weer ontwikkelen tot eencellige amoeben.

## Modelorganisme
Met name Dictyostelium discoideum wordt veel gebruikt als modelorganisme, onder andere in het onderzoek op het gebied van de ontwikkelingsbiologie en op het gebied van chemotaxis. In 2005 werd in het wetenschappelijke tijdschrift Nature het genoom van Dictyostelium discoideum gepubliceerd.